# Assassin's Creed: Fratellanza
Assassin's Creed: Fratellanza è un romanzo scritto dallo storico e scrittore Anton Gill (con lo pseudonimo di Oliver Bowden), e narra la storia di Ezio Auditore, come nel videogioco Assassin's Creed: Brotherhood.

## Ambientazione
La storia si svolge durante il Rinascimento italiano, nella città di Roma, per poi spostarsi nelle terre di Valencia.

## Trama
Torna in una nuova avventura Ezio Auditore, il mitico eroe solitario che in Assassin's Creed - Rinascimento ha raccolto l'eredità del Credo degli Assassini per battersi contro il malvagio Ordine dei Templari,l'ordine religioso di stampo guerriero controllato dalle potenti famiglie dei Borgia e dei Pazzi. Ambientato a Roma agli inizi del 1500, Assassin's Creed: Fratellanza ha per protagonista Ezio Auditore, il capo degli Assassini e in questo nuovo libro che lo ha per protagonista, decide di prendere in carico una missione complessa che lo porterà a scontrarsi con i grandi poteri dello Stato Pontificio. Roma, infatti, è nel massimo degrado e quella che era ricordata da molti come una città meravigliosa, ora è sinonimo di caos e paura. Dopo l'incontro culminante nella Cripta, dove entità misteriose gli hanno dato il titolo di Profeta, Ezio ha abbandonato al suo destino il capo dell'Ordine, papa Alessandro VI, credendolo destinato a morte sicura.
Il pontefice, però, non solo è sopravvissuto, ma ha anche passato il testimone ai figli Cesare e Lucrezia:un avido condottiero e un'avvelenatrice. Entrambi corrotti moralmente, fanno di tutto per espandere il loro potere a tutta l'Italia. Cesare Borgia, più crudele persino di suo padre, non si fermerà finché non avrà tutta l'Italia nelle sue mani, ed Ezio è chiamato a contrastarlo. Sofferenza e degrado hanno invaso la Città Eterna, gli abitanti vivono nel terrore dello spietato clan. Il compito di Ezio Auditore è quello di contrastare l'espansione di Cesare Borgia e di metterlo definitivamente fuori gioco in modo da restituire alla Città Eterna lo splendore di un tempo. Ma il maestro degli Assassini non può agire da solo, deve lasciarsi guidare dalla saggezza di preziosi alleati, e soprattutto radunare attorno a sé la sua fratellanza: solo così potrà colpire al cuore un nemico tanto subdolo e radicato. 
L'impresa lo porterà a misurarsi con i propri limiti, ma anche con avversari imprevedibili, perché il tradimento e la cospirazione allignano ovunque, persino tra le file della sua stessa Confraternita.

## Differenze con il gioco
- Nel gioco, la faccia di Cesare Borgia è normale, mentre nel romanzo viene detto che la sua faccia era stata mutilata dalla "nuova malattia" (un'epidemia di sifilide) che lo portò a indossare una maschera.
- Nel romanzo Machiavelli afferma che Paola, la proprietaria di un bordello, insegna delle nuove abilità a Ezio a Firenze anche se in Assassin's Creed II lui le impara a Firenze
- Nel romanzo Ezio è cristiano, mentre nei tre videogiochi che lo vedono protagonista questo aspetto non viene chiarito.
- Nel romanzo, Leonardo da Vinci rifiuta di entrare nella fratellanza
- Il ladro traditore da Monteriggioni si chiamava Paganino e aveva servito Antonio a Venezia prima di essere assunto dai Borgia.
- Maria Auditore muore a causa di una malattia

## Edizioni
- Oliver Bowden, Assassin's Creed - Fratellanza, Sperling & Kupfer, 2011,  pp.480, ISBN 978-88-200-5028-3.